# Tunatea auriculata
Tunatea auriculata là một loài thực vật có hoa trong họ Đậu. Loài này được (Poepp.) Kuntze miêu tả khoa học đầu tiên năm 1891.